# Overland Track

Kaart van de Overland Track

De Overland Track is een van de bekendste Australische langeafstandswandelpaden, gesitueerd in het Nationaal park Cradle Mountain-Lake St Clair op het eiland Tasmanië (Australië).
Het pad heeft een lengte van 65 kilometer en loopt dwars door de Tasmaanse wildernis, van Cradle Mountain tot Lake St. Clair. De wandelroute voert door het hoogland van Tasmanië, en passeert hierbij Mount  Ossa (1617 meter), de hoogste berg van het eiland. Afhankelijk van uitrusting en weersomstandigheden is het pad in ongeveer vijf tot zeven dagen af te leggen. Vanwege de grote populariteit van het pad werd in 2007 een reserveringssysteem ingevoerd.  In het hoofdseizoen (1 oktober tot 31 mei) betaalt men (stand: 2024) een bedrag van 295 AUD om een startdatum te boeken. Het aantal deelnemers dat per dag in Cradle Mountain begint aan de wandeling is beperkt tot p 34. In de zomermaanden zijn de startplaatsen vaak vroegtijdig vergeven. Verder dient in de zomermaanden van het noorden naar het zuiden gewandeld te worden.

## Weblink
Officiële website van de Overland Track